# Владислав Лалицки
Владислав Лалицки (Wladyslaw Lalitzky; Шабац, 1. јун 1935 — Београд, 29. децембар 2008) био је сценографа и костимограф и сликар.

## Биографија
Рођен је 1. јуна 1935. године у Шапцу. Већи део свог живота Лалицки је провео у Београду, али је осамнаест година (1984—2002) живео у Јоханезбургу, Јужноафричка Република где је извршио утицај на јужноафричку уметност. Многе од његових слика изложене су у Јоханесбуршком музеју и познатој уметничкој галерији Еверарда Рида.
Женио се двапут, има четворо деце (Наташу, Александра, Јована и Кристину која је по занимању глумица).
Преминуо је 29. децембра. 2008. у Београду. Сахрањен у Алеји заслужних грађана на Новом гробљу у Београду.

## Позоришни рад и сликарство
Сарађивао је са Шабачким Народним Позориштем (од 1958. године), позориштем Атеље 212 у Београду (од 1961. године) и са Југословенским драмским Позориштем (од 1965. године). Владислав Лалицки је радио са позориштима у САД, бившим СССР и Пољском, као и са многим позориштима и позоришним групама широм бивше Југославије. Владислав Лалицки је био сценограф и костимограф за више од 500 позоришних представа, преко 200 филмова и серија. Илустратор више од 500 књига.

## Члан удружења
- УЛУПУДС
- SPID-YU
- ICSID
- ICOGRADA
- WCC
- AIC

## Филмографија
Као сценограф и костимограф, Владислав Лалицки сарарађивао је на следећим филмовима:

## Сценографија
| Год.       | Назив                             | Улога |
| ---------- | --------------------------------- | ----- |
| 1960-е     |                                   |       |
| 1961.      | Еци, пеци, пец                    |       |
| 1961.      | Педагошка бајка                   |       |
| 1965.      | Капетан капетану                  |       |
| 1966.      | Крешталица                        |       |
| 1966.      | Њен први чај                      |       |
| 1967.      | Арсеник и старе чипке             |       |
| 1967.      | Мартин Крпан с врха               |       |
| 1968.      | Сирота Марија                     |       |
| 1968.      | Кад голубови полете               |       |
| 1968.      | Занати                            |       |
| 1968.      | Пријатељство, занат најстарији    |       |
| 1968.      | Наши синови                       |       |
| 1968.      | Љубав на телефону                 |       |
| 1968.      | Евгенија на зрну грашка           |       |
| 1968.      | Дан одмора једног говорника       |       |
| 1969.      | Недозвани                         |       |
| 1969.      | Непријатељ народа                 |       |
| 1970-е     |                                   |       |
| 1971.      | Љубавна лирика Десанке Максимовић |       |
| 1970-1971. | Леваци                            |       |
| 1971.      | Сладак живот на српски начин      |       |
| 1972.      | Грађани села Луга                 |       |
| 1972.      | Слава и сан                       |       |
| 1972.      | Самоубица                         |       |
| 1972.      | Сами без анђела                   |       |
| 1972.      | Неспоразум                        |       |
| 1972.      | Ћелава певачица                   |       |
| 1973.      | Краљ Иби                          |       |
| 1973.      | Прослава                          |       |
| 1974.      | Лажа и паралажа                   |       |
| 1974.      | Обешењак                          |       |
| 1974.      | Мистер Долар                      |       |
| 1974.      | Кошава                            |       |
| 1975.      | Нора                              |       |
| 1975.      | Тестамент                         |       |
| 1976.      | Посета старе даме                 |       |
| 1976.      | Прича о војнику                   |       |
| 1976-1977. | Част ми је позвати вас            |       |
| 1977.      | Марија Магдалена                  |       |
| 1978.      | Молијер                           |       |
| 1978.      | Маска                             |       |
| 1978-1979. | Чардак ни на небу ни на земљи     |       |
| 1979.      | Сумњиво лице                      |       |
| 1980-е     |                                   |       |
| 1980.      | Телеграм                          |       |
| 1980.      | Десет најлепших дана              |       |
| 1981.      | Седам секретара СКОЈ-а            |       |
| 1981.      | Кир Јања                          |       |
| 1982.      | Канте или кесе                    |       |
| 1982       | Докторка на селу                  |       |

## Награде
- Награда за животно дело „Петар Пашић“ (2004)
- Париски бијенале (1961)[2]
- Награда „Стерија Поповић“ за костимографију (1981)
- Специјална награда „Стерија Поповић“ за представу „Беле ракете лете на Амстердам“ (1973)
- Прва награда за сценографију позоришне представе „Три пара хозн трегера“ у Лесковцу (1970)
- Златни ловоров венац у Сарајеву (1968)
- Златни ловоров венац у Сарајеву (1963)
- Новембарска награда града Шапца за представу „Фуенте Овехуна, Златни пијесак“ (1958)
- Новембарска награда града Шапца за поставку представе „Фуенте Овехуна, Златни пијесак“ (1958)
- Прва награда „Сусрети војвођанских позоришта“
- Прва награда за дизајн „УЛУПУС Спринг Салон“
- Прва награда „Октобарски салон“ за сликарство
- Прва награда „Октобарски салон“ за сликарство
- Прва награда „Луткарски фестивал Југославије“

## Галерија уметничких слика
- Кристина